# Dysmicoccus inquilinus
Dysmicoccus inquilinus är en insektsart som först beskrevs av Robert Newstead 1920.  Dysmicoccus inquilinus ingår i släktet Dysmicoccus och familjen ullsköldlöss.
Artens utbredningsområde är Guyana. Inga underarter finns listade i Catalogue of Life.